# Charles Bioche
Pour les articles homonymes, voir Bioche.
Charles Bioche, né le 7 septembre 1859 à Paris (ancien 10e arrondissement), mort le 19 août 1949 à Ferrières-en-Brie, est un professeur de classes préparatoires et mathématicien français.

## Biographie
Élève du collège Stanislas de Paris, il entre en 1879 à l'École normale supérieure où il se lie d'amitié avec Henri Bergson. Sa première nomination l'envoie en 1882 au lycée de Mâcon où il ne reste que quelques mois avant de rejoindre le lycée de Poitiers. Il obtient l'agrégation de mathématiques en 1884. Il est nommé au lycée de Douai en 1885 puis, de retour dans l'académie de Paris, au lycée Michelet en 1889.
Le frère Charles Biehler, marianiste, le fait revenir en 1891 au collège Stanislas, mais cette fois-ci comme professeur, en classe préparatoire à l'École centrale des Arts et Manufactures. 
Il est nommé en 1897 au lycée Louis-le-Grand où il enseigne en classe de mathématiques élémentaires jusqu'en 1925, année de son départ en retraite. 
Il est membre de la Société mathématique de France de 1888 à sa mort ; il la préside en 1909.
Il publie de 1883 à sa mort dans de nombreuses revues spécialisées des articles portant sur des questions de mathématiques ou sur l'histoire ou la pédagogie des mathématiques. Il acquiert ainsi une notoriété que sa participation à des associations aussi variées que, entre autres, la Société de secours mutuel des fonctionnaires de l'enseignement secondaire public, la Ligue de la Patrie française, le Comité de l'œuvre de l'encouragement des études supérieures dans le clergé ou la Ligue des fonctionnaires pères de familles nombreuses, souvent avec des responsabilités importantes, contribue à accroître.
Son nom reste notamment associé à des règles de calcul des intégrales par changement de variables appelées « règles de Bioche ».
Il est inhumé à Paris, au cimetière du Montparnasse.